# Business angel
Een business angel, ook wel informele durfkapitaalverstrekker genoemd, is een vermogende particulier (meestal een ex-ondernemer die zijn bedrijf heeft verkocht) die een gedeelte van zijn eigen geld actief investeert in het kapitaal van veelbelovende bedrijven in ruil voor aandelen, een achtergestelde lening of een combinatie van beide. Per investering gaat het doorgaans om bedragen tussen 50.000 en 500.000 euro. Naast geld brengt zij of hij ook ervaring, branchekennis en de juiste contacten binnen. Dergelijke personen doen ook mee aan televisieprogramma's zoals Dragons' Den.